# Morgan (Georgia)
Morgan es una ciudad ubicada en el condado de Calhoun en el estado estadounidense de Georgia. En el año 2000 tenía una población de 1.464 habitantes.

## Geografía
Morgan se encuentra ubicada en las coordenadas 31°32′20″N 84°36′4″O / 31.53889, -84.60111 (31.538877, -84.601034).
Según la Oficina del Censo, la localidad tiene un área total de 3,4 km² (1,3 mi²), de la cual 3,4 km² (1,3 mi²) es tierra y 0 km² (0 mi²) (0.00%) es agua.

## Demografía
Según la Oficina del Censo en 2000 los ingresos medios por hogar en la localidad eran de $25,000, y los ingresos medios por familia eran $32,500. Los hombres tenían unos ingresos medios de $26,974 frente a los $16,667 para las mujeres. La renta per cápita para la localidad era de $6,414. 